# Giovanni Testori
Giovanni Testori (Novate Milanese,12 de mayo de 1923 - Milán, 16 de marzo de 1993) fue un escritor italiano, dramaturgo, historiador del arte y crítico literario. Sus obras literarias se caracterizan por el experimentalismo lingüístico, que incluye tanto el léxico y la sintaxis que se mezclan y fusionan elementos del idioma lombardo, el francés y el inglés. La religión está presente en su obra como una trágica tensión hacia la trascendencia, marcada por la duda, la blasfemia y el arrepentimiento.